# Застава М49
Oсвајање југословенског аутомата, базираног на cовјетском метку 7,62х25 ТТ, предвиђено је петогодишњим планом производње војне индустрије. Планирано је да се Армији испоручи током 1949. 6000, 1950. - 2000, а 1951. - 48.000 аутомата. Усљед поремећаја планова, изазваних резолуцјом ИБ, начелник одјељења Предузећа 44 (Црвена Застава), Ђурђе Матић, конструкцију новог оружја започео је 1948. а завршио 1949. Прототип је усвојен 1950. а производња новог аутомата започета је 1951. Током 1951. израђено је 9307 (91.802), 1952. - 24.946 (26183), а 1953. 6891 аутоматa, када је производња завршена.

## Историја
Матић је искористио низ елемената са совјетског Шпагин ППш-М41 и италијанске Берете М38/42. Конструкција овог оружја била је технологична; тачну механичку обраду захтјевала је само цијев, затварач је израђиван на стругу са глодањем, а сви остали дијелови су израђивани штампањем; пресовањем лима. Рад аутомата се заснивао на слободном трзању затварача.

## Карактеристике
Затварач је био кружног облика, са фиксном ударном иглом по узору на Берету М38. Лимени сандук и облога цијеви са кружним отворима за хлађење били су израђени из једног дијела. На устима облоге се налазио компензатор са закошеним челом и бочним отворима. Сандук је са задње стране имао демонтажни који је омогућавао вађење повратне опруге и затварача. Kao ублажавач трзања затварача, служио је пластични прстен, смјештен око чепа поклопца сандука. Механизам за окидање био је сличан оном на совјетском ППШ-41, са клизним регулатором ватре испред обараче. Помјерањем унапријед, регулатор је одвајао задњи крак раздвајача од испуста притскача запињаче, док се задњи крак раздвајача спуштао и искључивао из функције раздвајач, што је омогућавало рафалну паљбу. Повлачењем регулатора уназад, коса површина задњег крака раздвајача долазила је испод испуста притискача запињаче, тако да је оружје дјеловало јединачном паљбом. Кочница је била слична оној на Берети М38/49, састојала од ваљака различитих пречника који је пролазио кроз сандук испред браника обараче и имао дугме са обе стране. Потискивањем десног дугмета, дебљи дио кочнице пролазио је под запињачу, спречавао њено спуштање и тако кочио аутомат. Притиском на лијево дугме, полуга кочнице је клизила удесно, тањи дио је долазио испод запињаче и омогућавао њено спуштање и дејство оружјем. Као ППШ-41 и М49 и М49/57 (модификација) у глави кундака има прибор за чишћење и подмазивање. Mане Матићевог рјешења брзо су дошле до изражаја. Масивни затварач је увећао масу оружја, често је долазило до нежељеног опаљења, пластични амортизер није довољно ублажавао трзаје затварача, па је дошло до избијања брадавица и чепа. Домаћи стручњаци су покушавали да побољшају перформансе увођењем затварача олакшаног за 100 грама; али то се испоставило као грешка зато што је и то доносило многе мане. Због смањене масе затварача, каденца је порасла до нивоа да је оружје било тешко контролисати при аутоматској ватри. Опасност од самоопаљења није отклоњена, што је утицало да се М49 скине са производње.

## Варијанта М49/57
Током 1957. извршена је нова модификација М49. Затварач је био отежан, уведен је Цветићев ублаживач трзања који се састојао од утврђивача поклопца сандука са гуменим амортизером и прстеном. Оружје под називом Аутомат 7,62мм М49/57 у серијску производњу ушао је 1958.

## Корисници
Државе које користе ову пушку су:
- СФРЈ
- Ирак